# Juana de Borgoña (1293-1349)
Juana de Borgoña (1293 - París, 12 de septiembre de 1348), conocida como Juana la Coja, fue reina consorte de Francia por su matrimonio con Felipe de Valois, que se transformó en Felipe VI de Francia. Fue la madre de Juan II de Francia.

## Vida
Era hija de Roberto II de Borgoña e Inés de Francia y nieta, por tanto, de Luis IX.
El matrimonio de Juana de Borgoña se celebró en julio de 1313, y recibieron la dignidad de condes de Maine. A la muerte de Carlos de Valois, padre de su esposo, el matrimonio se transformó en condes de Valois y de Anjou. De esta unión nacieron ocho hijos:
- Juan de Valois, duque de Normandía (1319-1364), quien fue rey de Francia con el nombre de Juan II (1350-1364)
- María de Valois (1326-1333)
- Luis de Valois (17 de enero de 1328)
- Luis de Valois (8 de junio - 23 de junio de 1330)
- Juan de Valois (1333)
- Felipe de Valois (1336-1375): conde de Valois y duque de Orleans (1344-1375)
- Juana de Valois (1337)
- N... (1343)

Durante algunas campañas de la guerra de los Cien Años, Juana de Borgoña tuvo la regencia del reino. Murió durante la epidemia de peste negra que asoló Francia en la Edad Media.
| Predecesora: Juana de Evreux | Reina consorte de Francia 1328-1348 | Sucesora: Blanca de Évreux |

- Datos: Q231742
- Multimedia: Joan of Burgundy, Queen of France / Q231742